# Pfarrkirche Obervellach

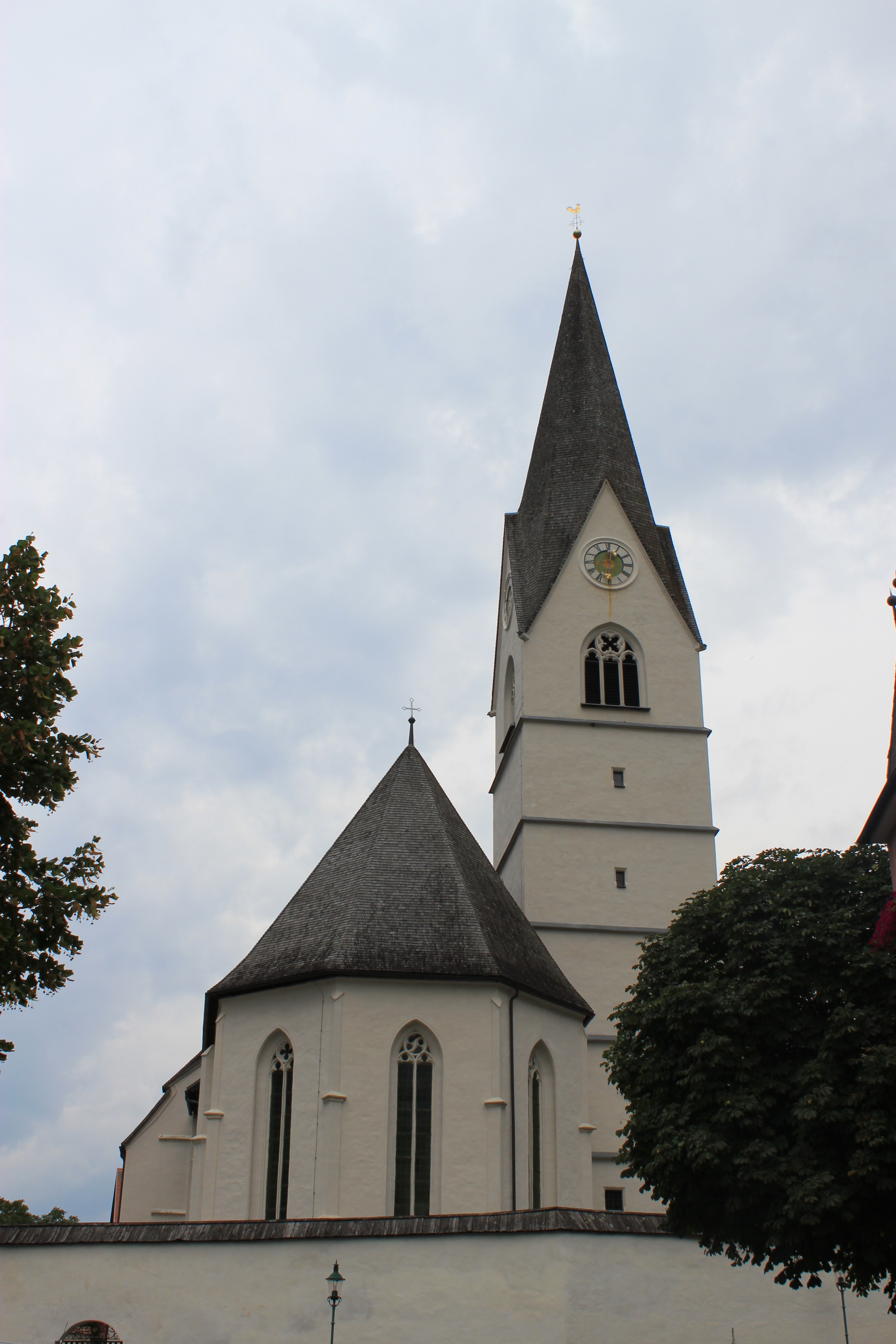
Kirche von Osten

Die römisch-katholische Pfarrkirche von Obervellach ist dem heiligen Martin geweiht. Die Kirche liegt abseits vom Marktplatz im Norden des Ortes.

## Geschichte

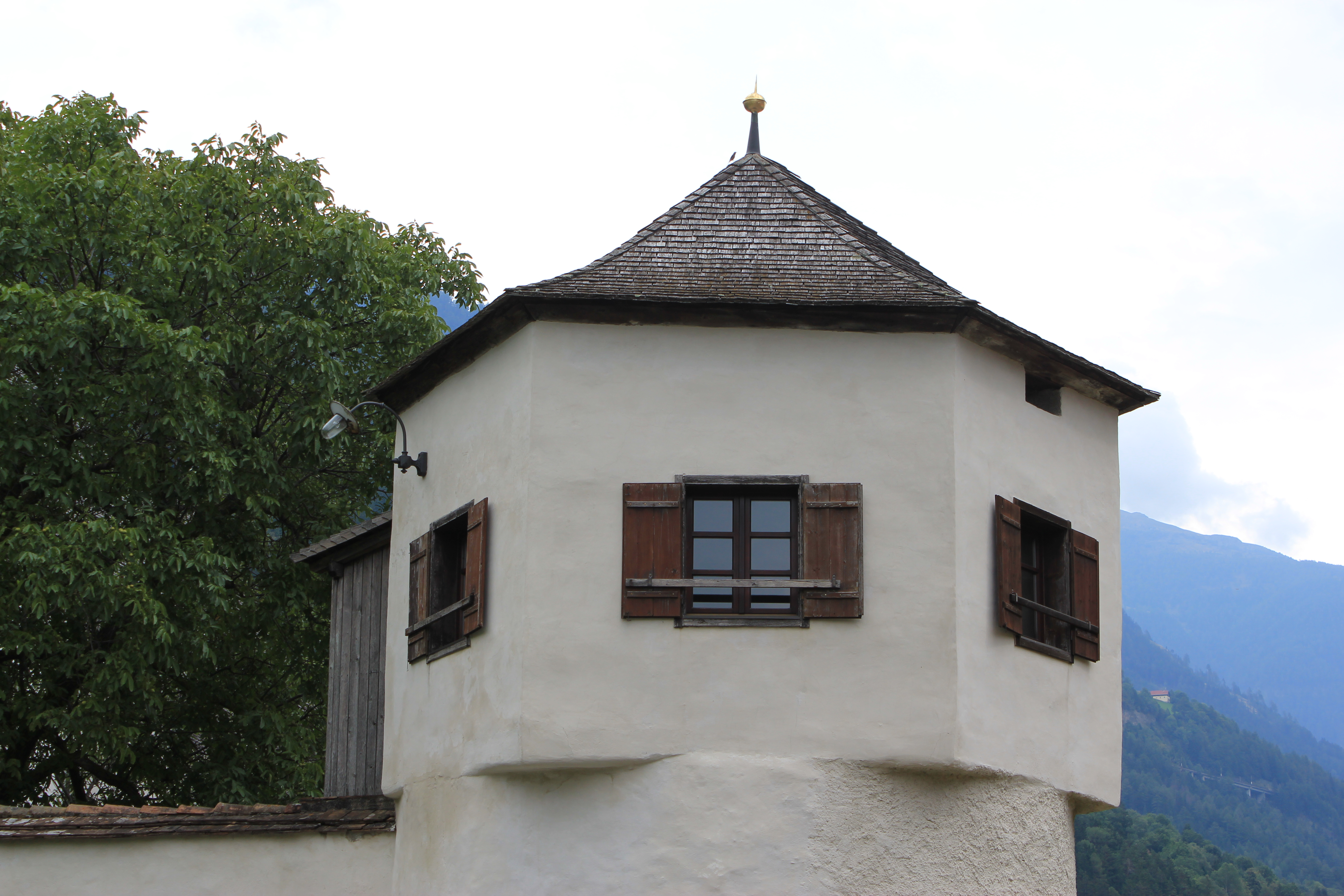
Wehrturm

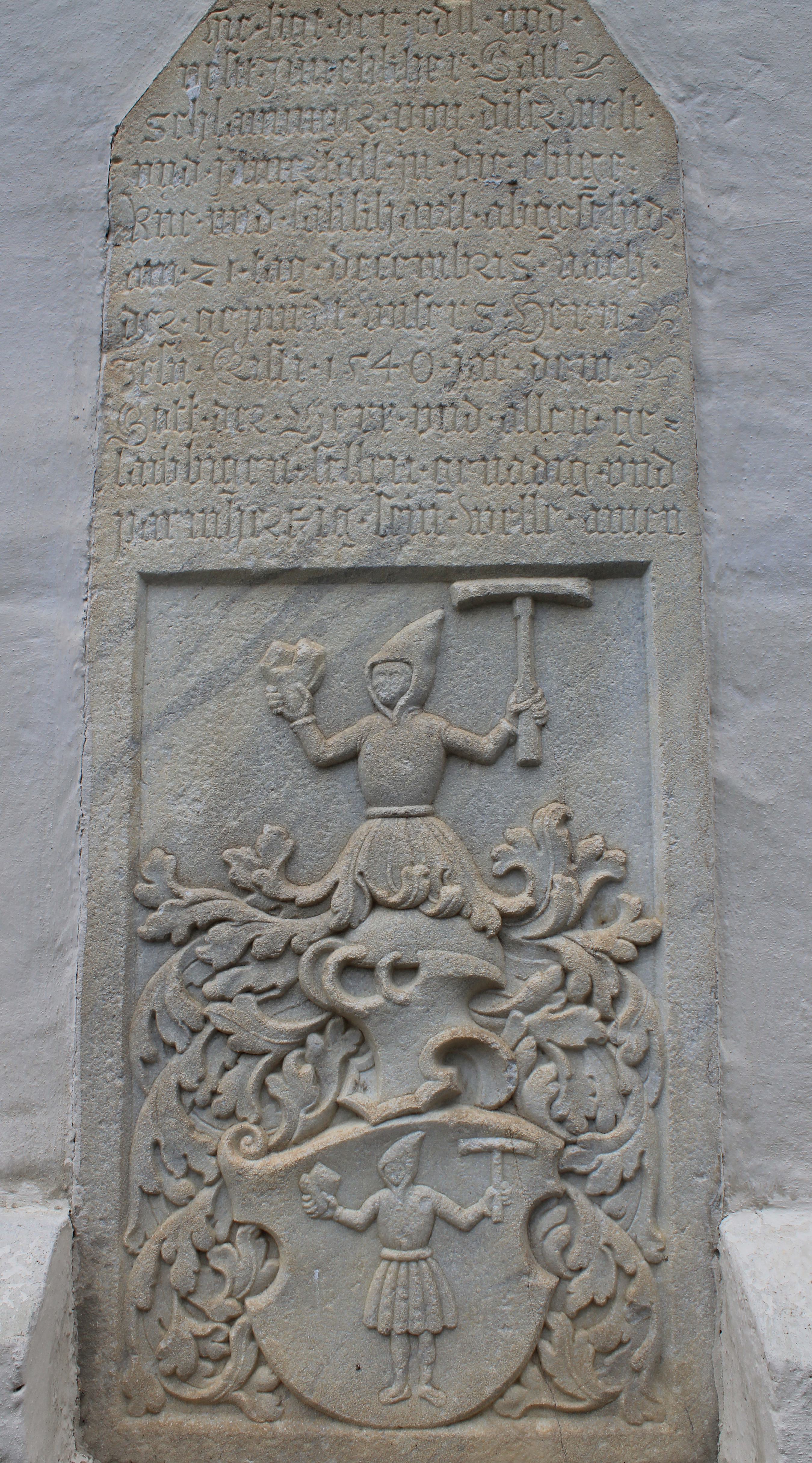
Grabstein des Gewerken Gallus Schlamingers

Der erste Sakralbau war die Eigenkirche des edlen Klerikers Roudhari zu „Velah“, die in der Amtszeit des Bischofs Abraham (957–993) durch Tausch an das Bistum Freising kam. Noch 1072 wird die Kirche als „Freisinger Basilika“ genannt. Vom zwölften Jahrhundert an bis 1786 war sie im Besitz des Erzbistums Salzburg. Als Pfarrkirche wird sie 1280 zum ersten Mal erwähnt. Bis zum Anfang des 14. Jahrhunderts war sie Sitz eines erzbischöflichen Diakonates für Oberkärnten. Von 1786 bis 1914 war sie Dekanatsitz.
Der heutige Kirchenbau wurde um 1500 oder noch im späten 15. Jahrhundert begonnen. Der Baumeister war Lorenz Rieder. Die Weihe erfolgte durch den Chiemseer Bischof Berthold Pürstinger. Zur Vollendung der Kirche wurde ein Ablass ausgestellt.

## Bauwerk

### Außen
Der große spätgotische Saalbau ist von einem Friedhof und einer ehemaligen Wehrmauer umgeben. Der großflächige Baukörper mit ausgewogenen Proportionen ist sparsam gegliedert. Dem hohen dreijochigen Langhaus ist im östlichen Joch eine nördliche Seitenkapelle von 1509 und im Süden eine barocke Kapelle angebaut. Der dreijochige Chor mit Fünfachtelschluss ist innen gleich hoch wie das Langhaus, außen in der Dachzone abgesetzt. Das Langhaus wird durch dreifach abgetreppte, der Chor durch zweifach abgetreppte, zartere Strebepfeiler gestützt. Im Chor und im Langhaus besitzt die Kirche zweiteilige Lanzettfenster mit ursprünglichem Maßwerk. In der Sockelzone des Chores befinden sich die quadratischen Fenster der Krypta. Das um 1515/1520 entstandene Christophorusfresko an der Südwand des Chores wurde 1969 freigelegt.
Nördlich am Chor steht der 57 Meter hohe Kirchturm mit Spitzgiebeln und achtseitigem Spitzhelm. Der ehemalige Wehrturm hat Mauerschlitze und dreiteilige Schallfenster mit Maßwerk als Öffnungen. Die sieben Turmgeschoße werden durch Gesimse unterteilt. Eine Glocke wurde um 1425 gegossen, eine weitere ist mit „1465 maisster jorg“ bezeichnet und wurde von Jörg Gloppitscher gegossen. Vier weitere Glocken sind neueren Datums.
Das spitzbogige, reich profilierte Westportal hat eine Steinrahmung aus Rippenstäben, deren Enden sich überschneiden. Im Westportal sowie im spitzbogigen, profilierten Südportal sind Holztüren mit spätgotischen Beschlägen und Schlössern.

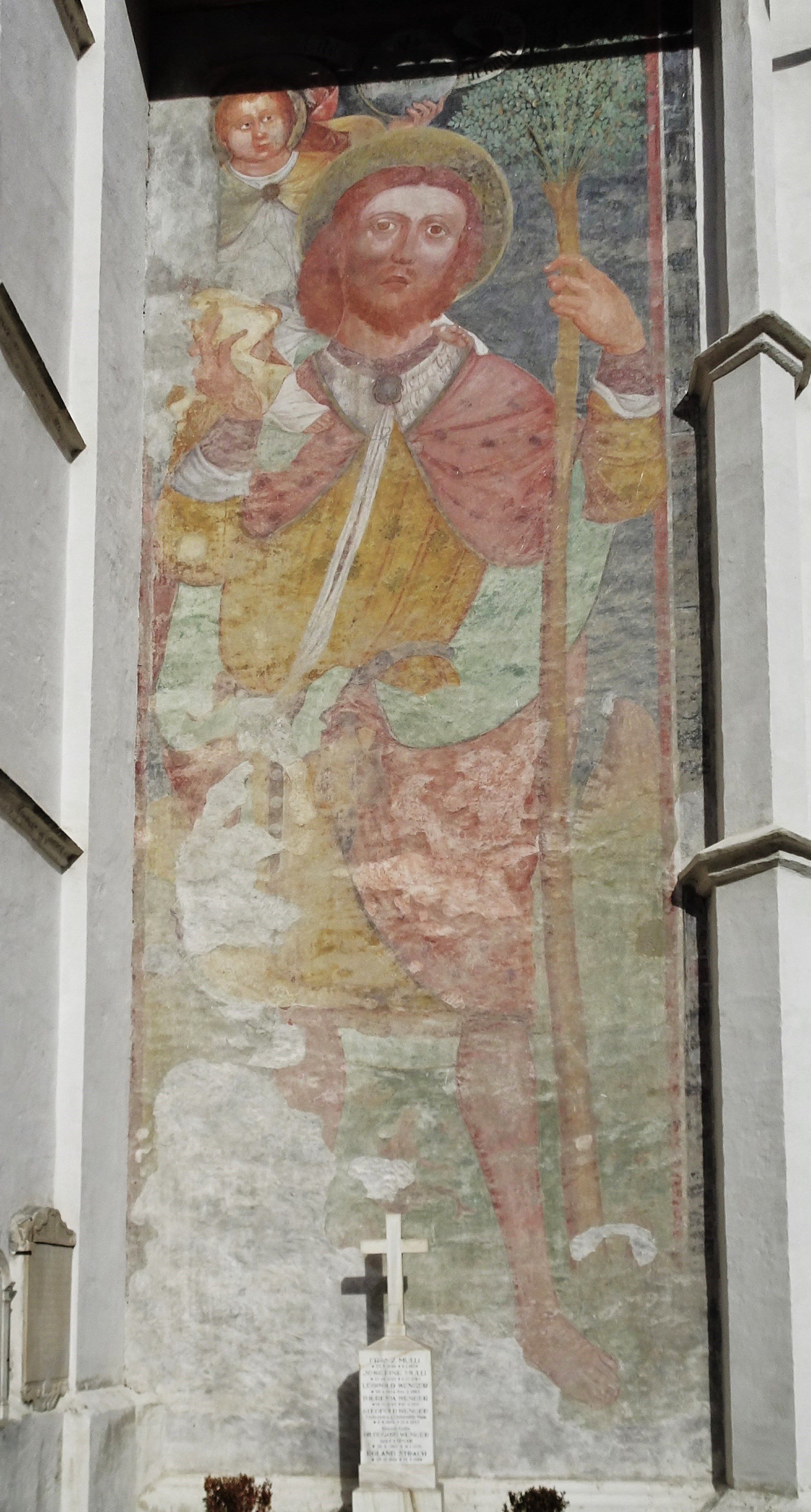
Christophorus-Fresko an der Südfassade
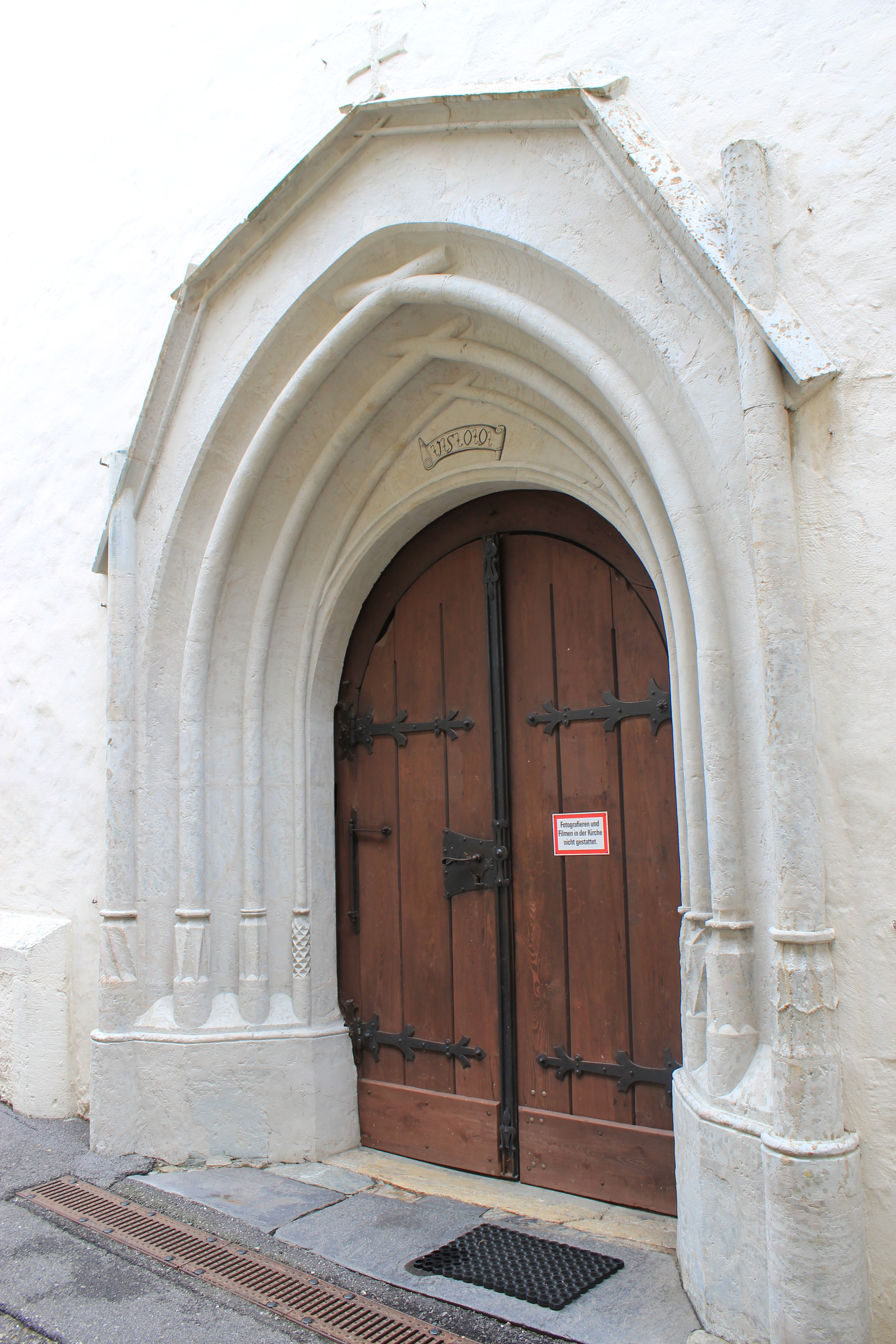
Westportal

### Innen

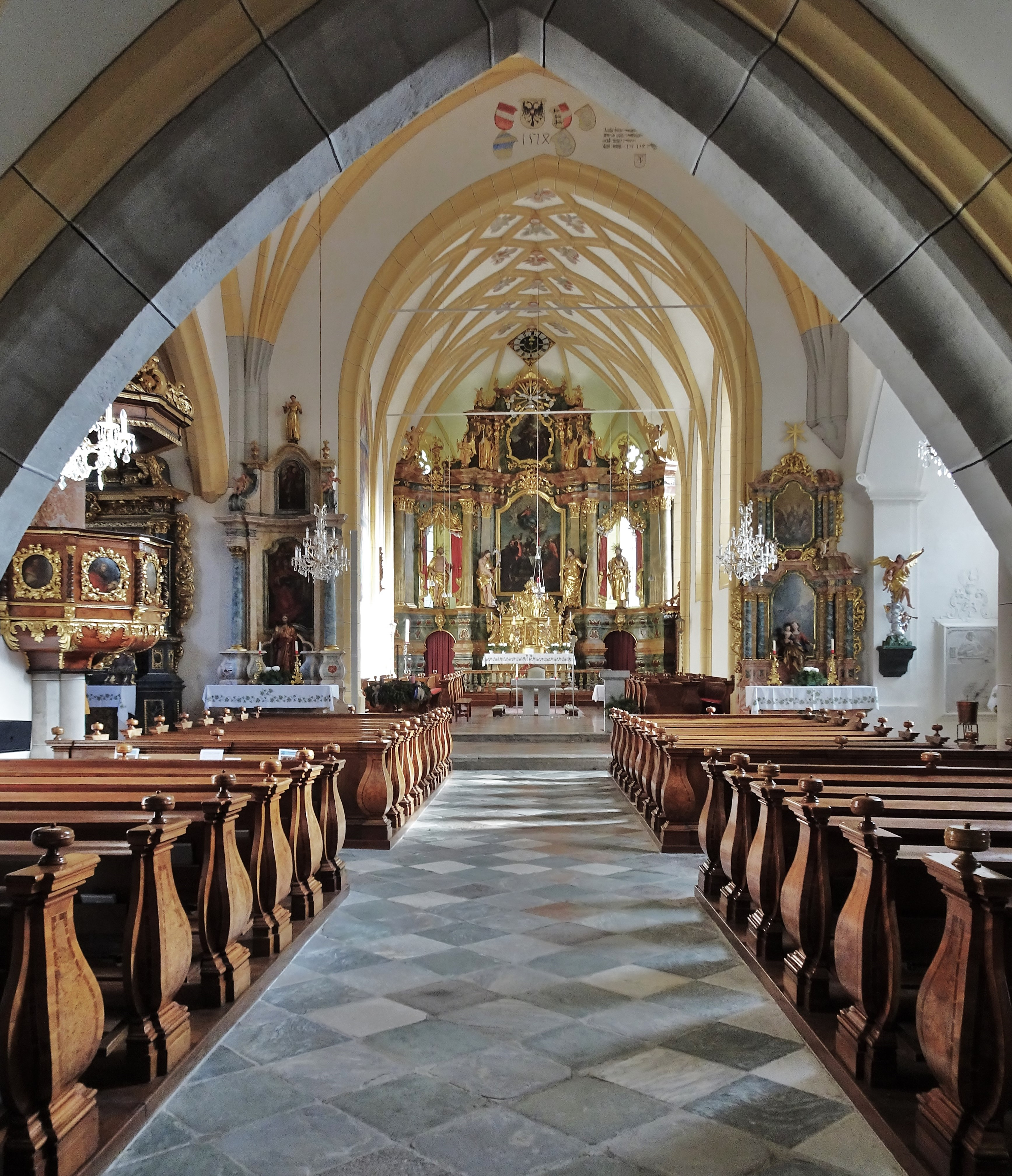
Innenansicht

Das einschiffige, dreijochige Langhaus ist ein wenig breiter als der Chor. Im Langhaus erhebt sich ein Sternrippengewölbe über abgefasten Wandpfeilern mit jeweils halbrunder Vorlage. Die Drei- und Vierpassschlusssteine sind bemalt und zeigen ein menschliches Gesicht, zwei gekreuzte Hämmer im roten Wappenschild und ein blaues Schild mit Ornamenten. Die gemauerte, spätgotische Empore im Westjoch mit durchbrochener Maßwerksbrüstung steht auf einer konkav geführten dreiteiligen Spitzbogenarkatur mit Sternrippenunterwölbung.
Im östlichen Langhausjoch führen auf beiden Seiten spitzbogige Öffnungen in die Seitenkapellen. Über der längsrechteckigen, zweijochigen Nordkapelle ruht ein Netzrippengewölbe mit Drei- und Vierpassschlusssteinen auf Konsolen. In den Gewölbekappen sind gemalte Wappen, Doppeladler und Bindenschild zu sehen. Teile des Gewölbes sind mit Blüten- und Rankenwerk verziert.
Die kreuzgratgewölbte Südkapelle wurde 1781 unter Pfarrer Joseph Egid Ringauf erbaut. Im Wandfeld über der Eingangsöffnung gegen das Langhaus hin ist der Umriss eines vermauerten spätgotischen Lanzettfensters sichtbar.
Der spitzbogig profilierte, etwas eingezogene Triumphbogen hat an der Westseite eine Bauinschrift: „Meister lorentz Ryeder des pauß werck maurer anno domini 1514“. Darunter ist das Meisterzeichen des Lorenz Rieder. In der Mitte des Triumphbogens sind sechs gemalte Tartschen mit dem österreichischen Bindenschild, dem kaiserlichen Doppeladler, dem Kärntner Wappen, dem Wappen Burgunds und zweimal den Wappen der Sforza zu sehen. Die Wappen ehren Kaiser Maximilian I. und seine beiden Frauen Bianca Maria Sforza und Maria von Burgund.
Der Chor ist etwas älter als das Langhaus. An der Ostseite des Triumphbogens ist ein Meisterzeichen angebracht, das lange Andreas Bühler aus Gmünd zugeschrieben wurde, was aber nach aktuellem Forschungsstand auszuschließen ist. Ein Netzrippengewölbe erhebt sich über gekehlten Wandpfeilern mit Runddiensten. Die runden Schlusssteine sind mit Wappen bemalt. In den Gewölbekappen sind 21 Medaillons in Dreipassform mit Brustbildern von Heiligen gemalt. Das spitzbogig profilierte Portal an der Nordwand des Chores führt in die Sakristei im Turmerdgeschoß. Westlich davon bildet ein ebensolches Portal den Zugang zu einem kleinen, kreuzgratgewölbten Raum im nördlichen Kapellenanbau.
Das Portal in der Südwand des Chores führt in die gotische Unterkirche, die sich unter der östlichen Hälfte des Chores befindet. Die zweischiffige, zweijochige Krypta hat einen Dreiachtelschluss und ein gratiges Fächergewölbe über zwei Rundpfeilern. Im Raum befindet sich eine um 1430 entstandene Muttergottesstatue.

## Wandmalerei
Das Fresko an der Nordwand des Chores entstand 1509. Im oberen Teil ist die Kreuzigung mit Maria und Johannes dargestellt. In den unteren Teilen sind die 14 Nothelfer wiedergegeben: oben die Heiligen Cyriak, Blasius, Georg, Christophorus, Achatius, Erasmus und Pantaleon; unten die Heiligen Margaretha, Katharina, Barbara, Dionysius, Vitus, Ägydius und Eustachius. Im westlich anschließenden Joch ist ein Freskenfragment mit Wappen und Inschrift zu sehen.
An der Nordwand des mittleren Langhausjoches ist das al secco gemalte Jüngste Gericht zu sehen. Darunter kniet die Familie des Stifters Balthasar von Khünburg, eines salzburgischen Pflegers zu Stall. Seitlich wird das Gemälde von gemalten Renaissancepilastern begrenzt. Das Bild wurde 1581 von einem süddeutschen Meister gemalt.
An der Westwand der Nordkapelle ist ein mit 1586 bezeichnetes Pfingstbild mit Maria und den zwölf Aposteln vor einem Architekturhintergrund zu sehen. Darunter kniet die betende Familie des Stifters Hans Caspar Heys. Das al secco gemalte Bild mit protestantischem Motiv wird Wenzel Aichler zugeschrieben.

## Glasmalerei
Von der ursprünglichen Verglasung der Kirchenfenster haben sich vier Glasgemälde erhalten. Diese sind in den beiden Fenstern der Nordkapelle eingesetzt. Sie zeigen einen betenden Stifter mit zwei Söhnen und Wappen, eine betende Stifterin mit fünf Töchtern und einer alten Frau sowie zwei Wappen, den heiligen Martin, der seinen Mantel mit einem Bettler teilt, und den heiligen Christophorus mit Jesuskind. Die Glasgemälde haben Renaissancerahmungen und sind auf einem Spruchband über dem Ritter mit 1515 datiert.

## Einrichtung

### Chor

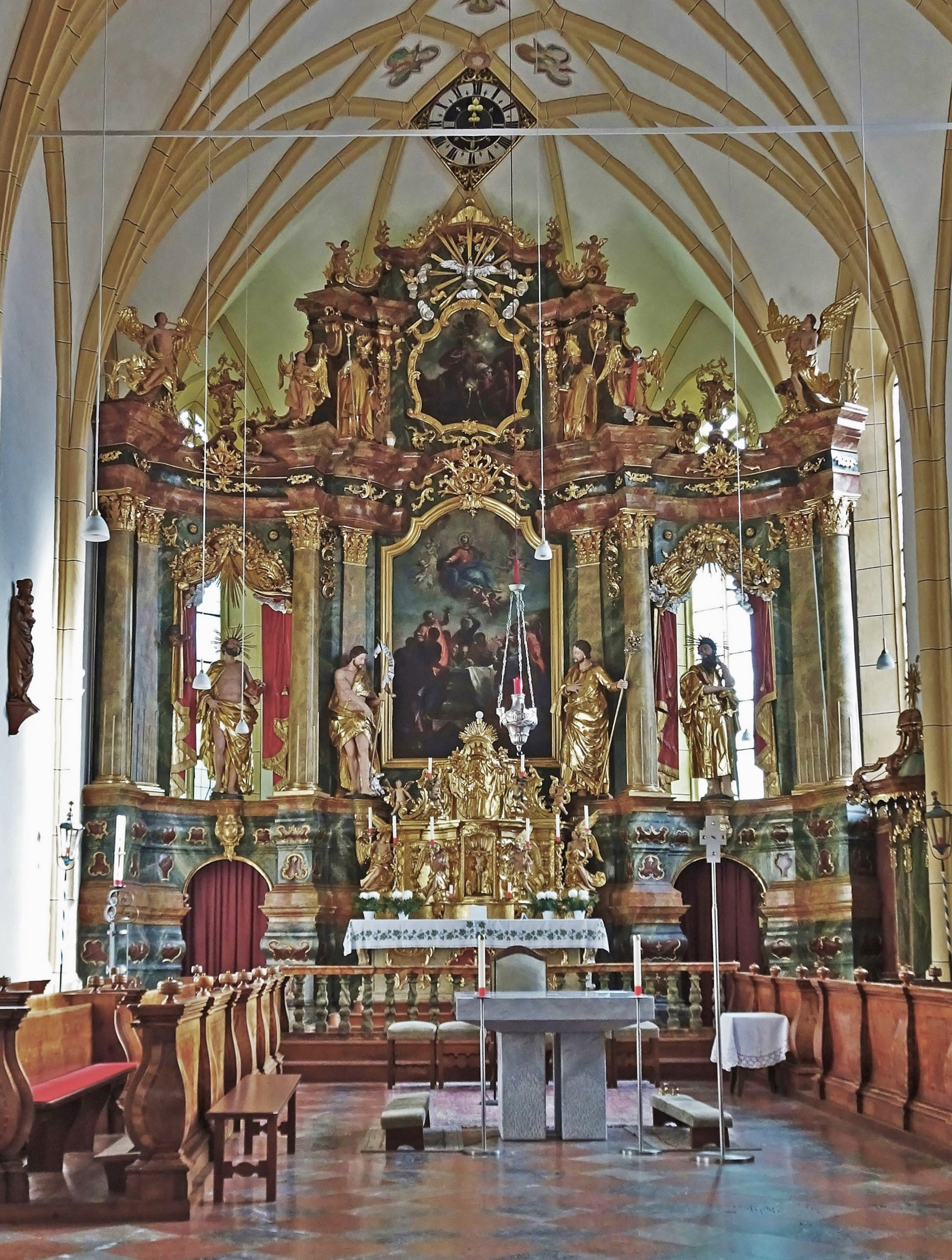
Der Hochaltar

Der barocke Hochaltar von 1780 mit Opfergangsportalen ist ein Werk des Tischlers Georg Zaderer und des Bildhauers Johann Maier. Der Altar mit dreiachsigem Aufbau, vorgeblendeten Säulen und konkaven Seitenteilen nimmt die volle Höhe und Breite des Chorschlusses ein. Der Tabernakel ist mit figürlichem Schmuck ausgestattet. Das Mittelbild mit der Himmelfahrt Mariens wurde wahrscheinlich von Siegmund Schneider aus München gemalt. Die überlebensgroßen Figuren stellen die Heiligen Petrus und Johannes den Täufer sowie Josef und Paulus dar. Das Aufsatzbild zeigt den seinen Mantel teilenden, heiligen Martin. Flankiert wird das Bild von den Statuetten zweier heiliger Bischöfe sowie von vier musizierenden Engeln. Den Abschluss des Altars bildet eine spätbarocke Uhr.
An der Nordwand des Chores ist die Konsolfigur einer um 1500 aus Birnbaumholz geschnitzten Muttergottes mit Spuren der ursprünglichen Fassung zu sehen. Weiters hängt hier ein Ölbergrelief aus Lindenholz vom Ende des 15. Jahrhunderts sowie ein Votivbild des heiligen Johannes auf Patmos in geschnitztem Rahmen aus der ersten Hälfte des 18. Jahrhunderts. Im nachgebildeten Gesprenge eines Altares an der südlichen Chorwand sind die Figuren der Heiligen Dionysius, Sebastian und Jakobus der Ältere zu finden. Die Figuren wurden um 1520 in der Werkstatt des Michael Parths in Bruneck geschaffen. Die geschnitzten Flügel des dazugehörigen Altars zeigen vier mal drei Nothelfer und stehen heute im Museum Wiesbaden. An der Chorsüdwand steht ein Priestersitz mit Rocailleschmuck.

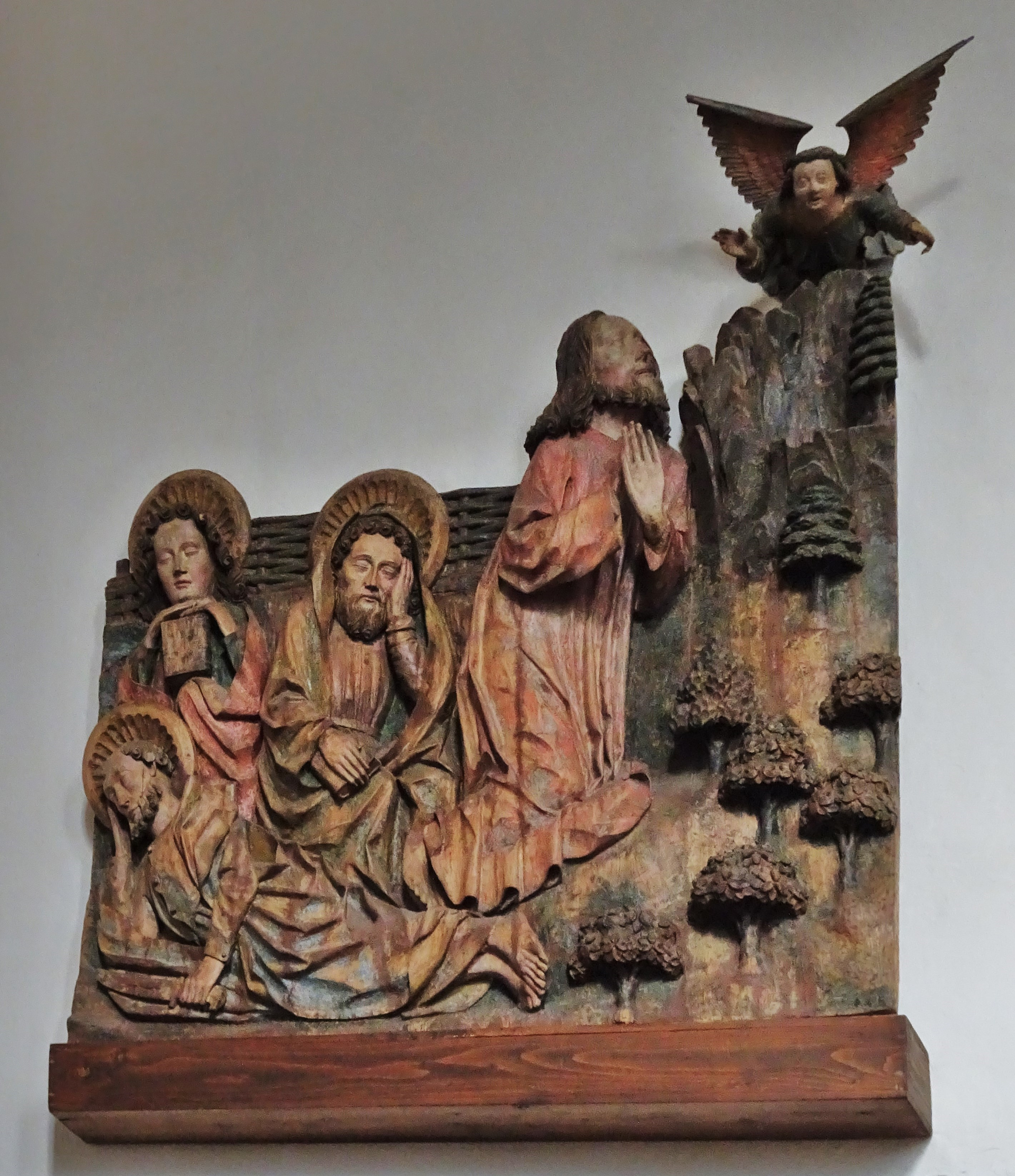
Das Ölbergrelief an der Chornordwand
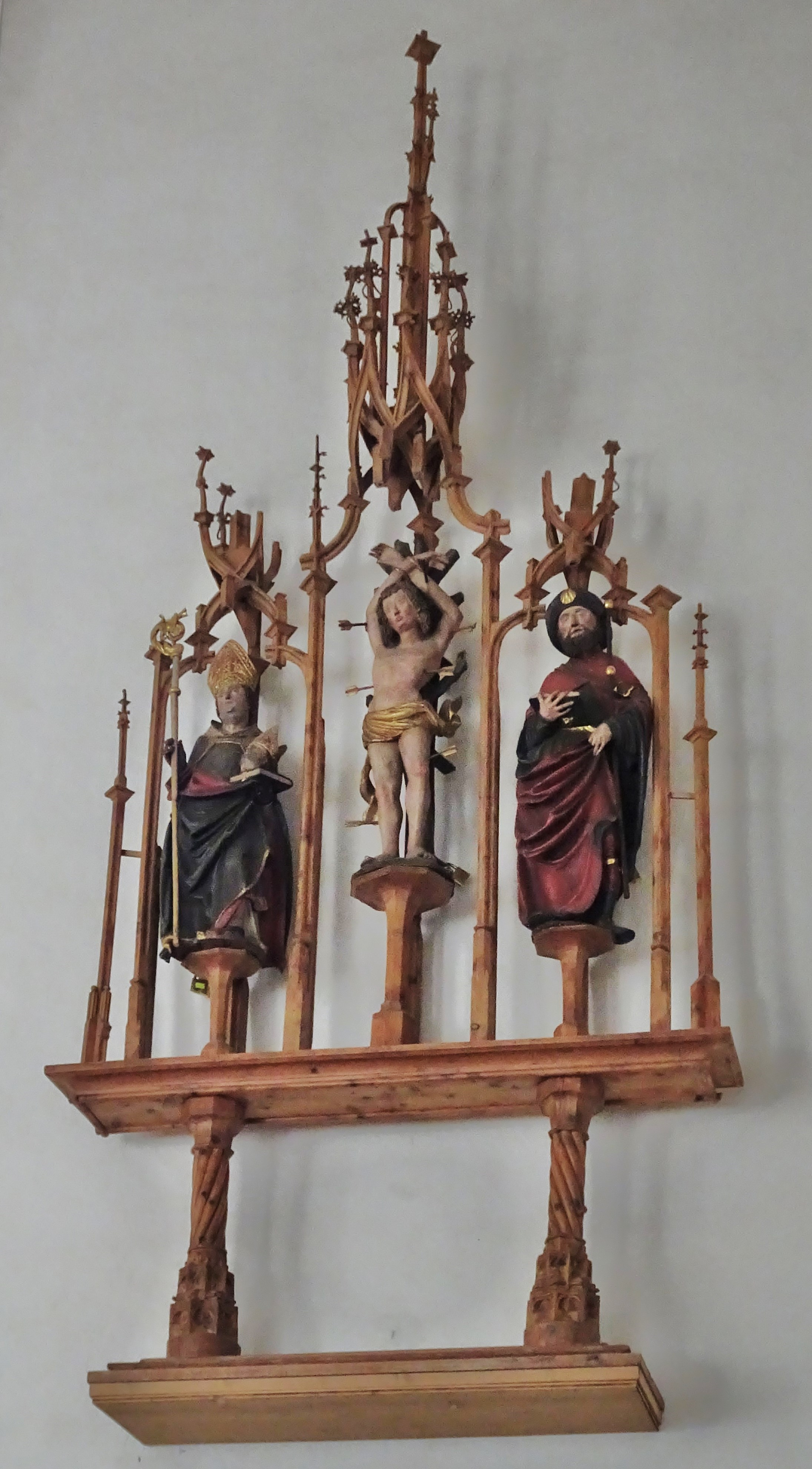
Gotisches Gesprenge an der Chorsüdwand

### Südkapelle

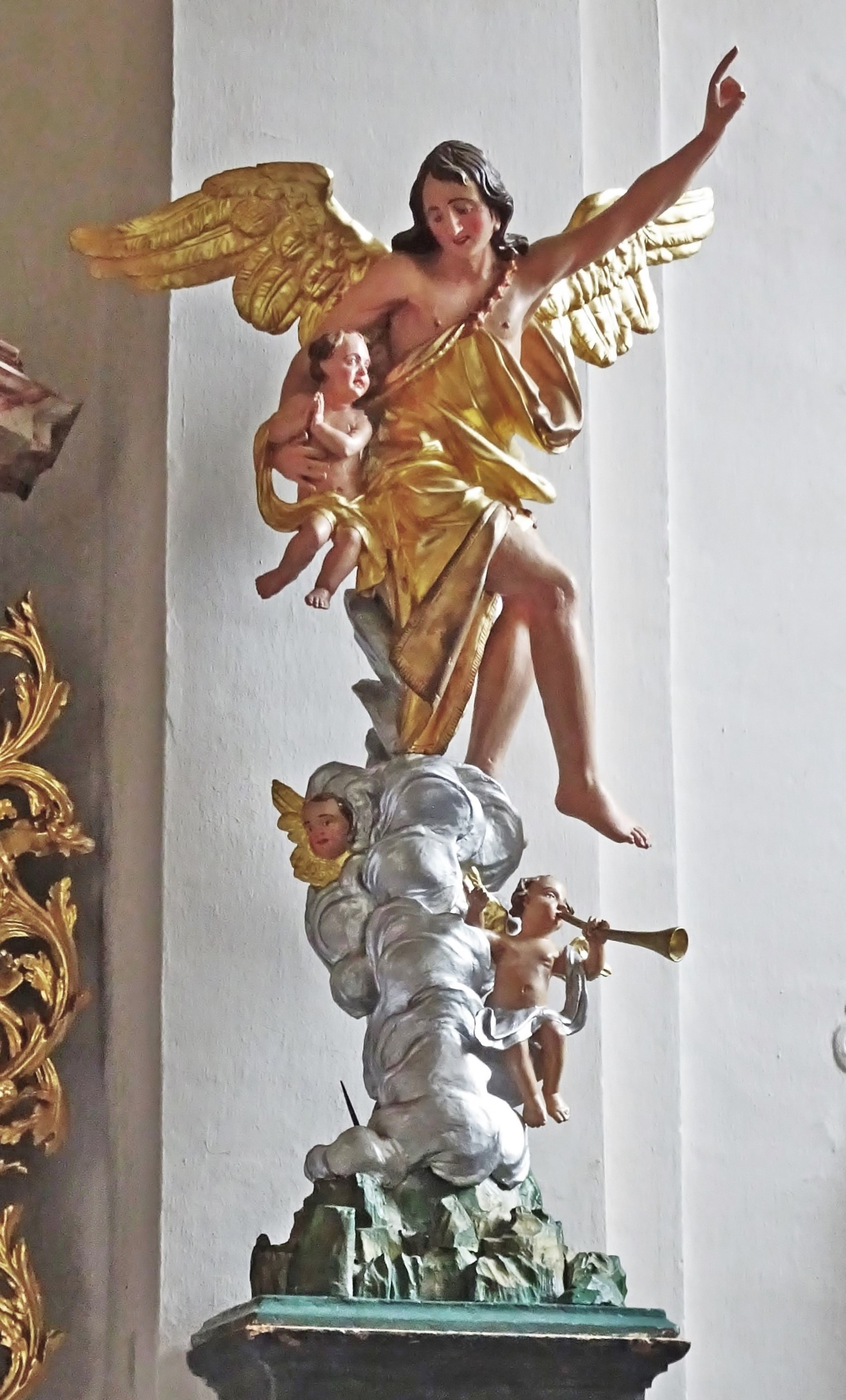
Die Schutzengelgruppe

Am Kreuzaltar in der Südkapelle steht die um 1515 entstandene Figur des Gekreuzigten. Die Assistenzfiguren, Gottvater, Maria und Johannes stammen vom Ende des 17. Jahrhunderts, die Leuchterengel aus der Mitte des 18. Jahrhunderts.
Die Schutzengelgruppe an der Ostwand der Südkapelle wurde in der ersten Hälfte des 18. Jahrhunderts geschaffen.
In der Südkapelle ist eine Erinnerungstafel für den 1788 gestorbenen Dechant zu Obervellach Joseph Egid Ringauf angebracht. Gegenüber befindet sich das Brozeepitaph des Johann Adam Stampfer von Walchenberg auf Träwuschgen aus dem Jahre 1695.

### Nordkapelle

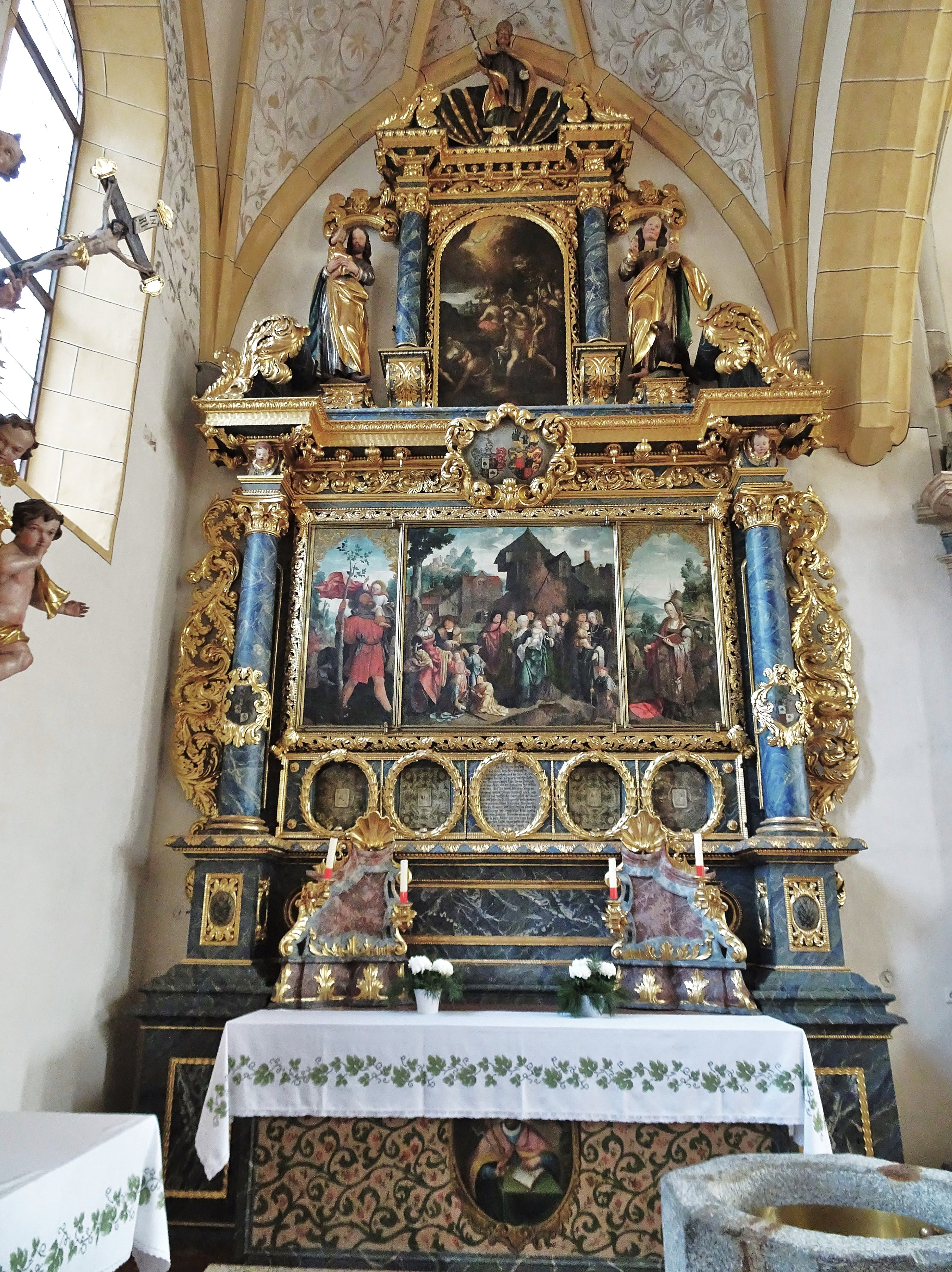
Der Frangipani- oder Jan-von-Scorel-Altar

An der Ostseite der Kapelle steht der sogenannte Frangipani- oder Jan-von-Scorel-Altar von 1692. Der säulengerahmte Aufbau ist mit Akanthusranken geschmückt und von einer Säulenädikula gekrönt. Er wurde als monumentaler Rahmen für die Altartafeln des Jan van Scorel geschaffen. Diese befanden sich angeblich bis 1692 in der Schlosskapelle von Oberfalkenstein. Die Bilder sind die frühesten erhaltenen, signierten und datierten Werke des Künstlers.
Auf der Mitteltafel ist auf der Vorderseite die heilige Sippe dargestellt, auf der Rückseite sind das Wappen der Apollonia Gräfin Frangipani, geborene Lang von Wellenburg, und das Wappen der Familie Lang von Wellenburg zu finden. Gestiftet wurden die Bilder von Kardinal Matthäus Lang von Wellenburg. Die zwei Altarflügel wurden allseitig stark beschnitten und weichen im Figurenmaßstab von der Mitteltafel ab. Am linken Flügel ist auf der Vorderseite der heilige Christophorus und auf der Rückseite die Geißelung Christi dargestellt. Der rechte Flügel zeigt die heilige Apollonia sowie auf der Rückseite die Kreuztragung.
An der Fensterwand der Nordkapelle steht ein um 1750 entstandener dem hl. Johannes Nepomuk geweihter Votivaltar. In der Wandfigurengruppe darüber ist der Heilige im Strahlenkranz umgeben von Putten dargestellt.
An der Westseite ist die „Herabkunft der Hl. Geistes“ als Wandgemälde dargestellt (s. oben).
Dem spätgotischen, achteckigen Taufstein wurde ein barocker Aufsatz mit einer um 1720/1730 gefertigten Taufgruppe hinzugefügt.

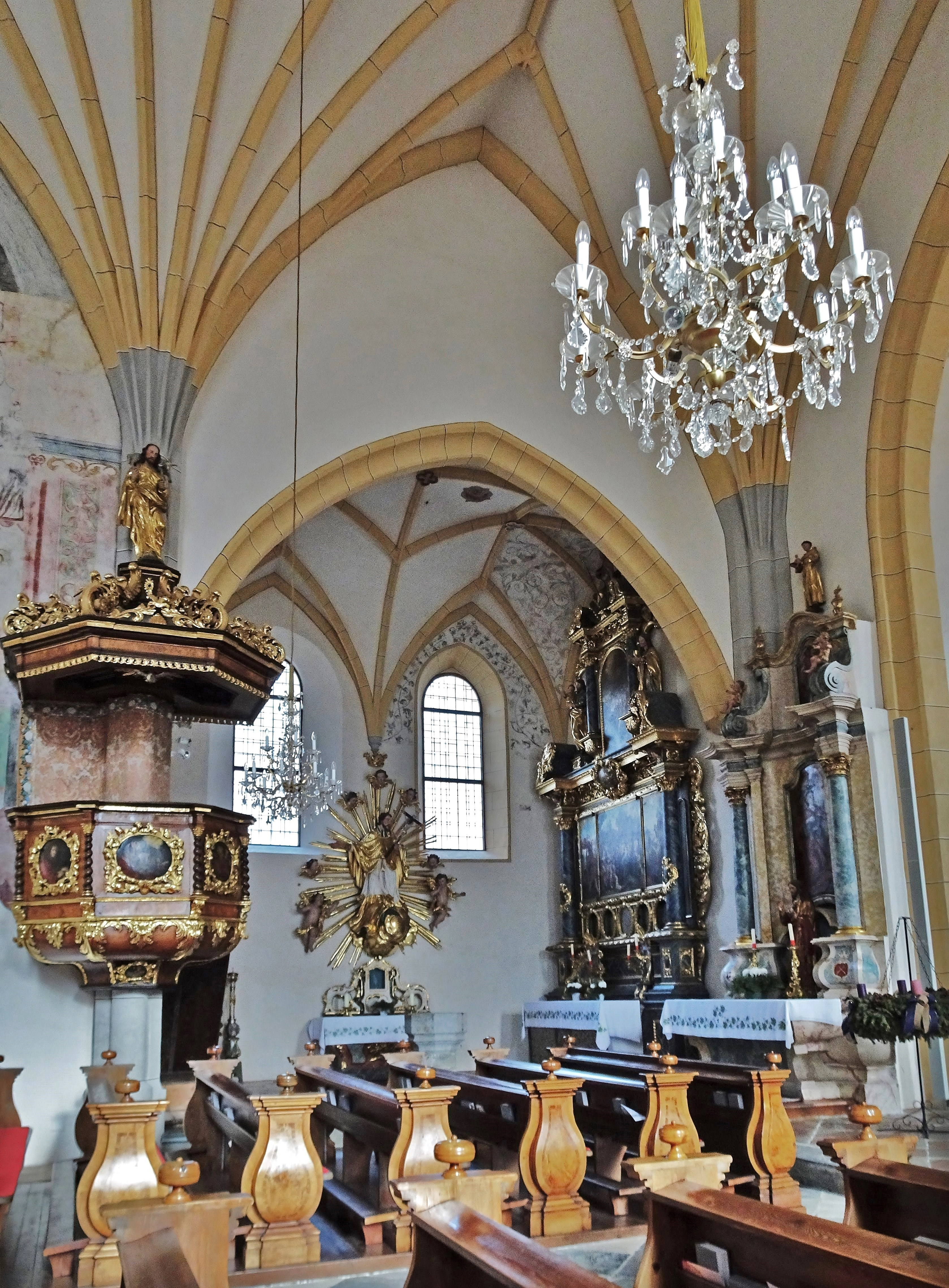
Blick vom Langhaus in die nördliche Seitenkapelle
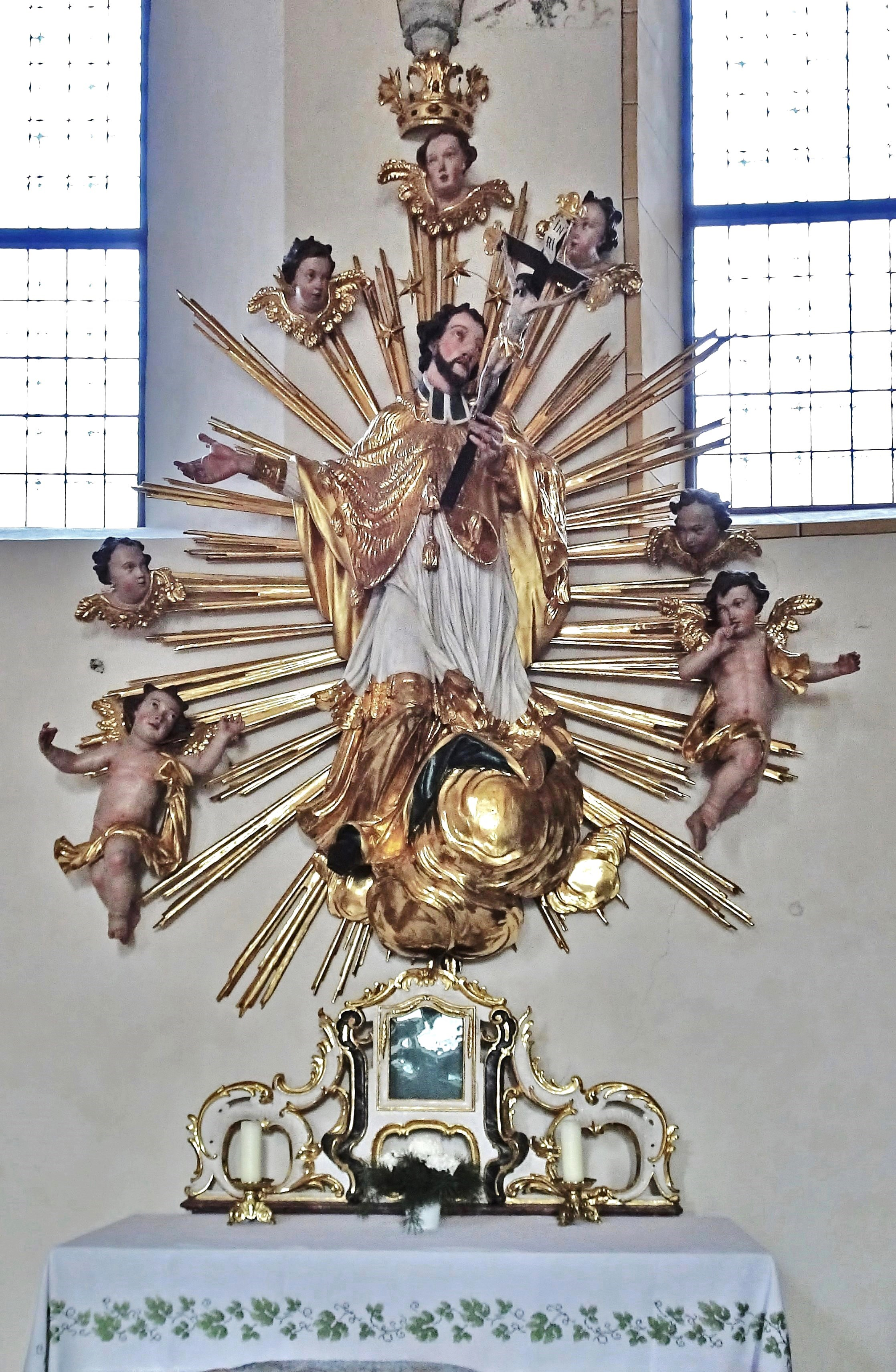
Der Nepomuk-Altar
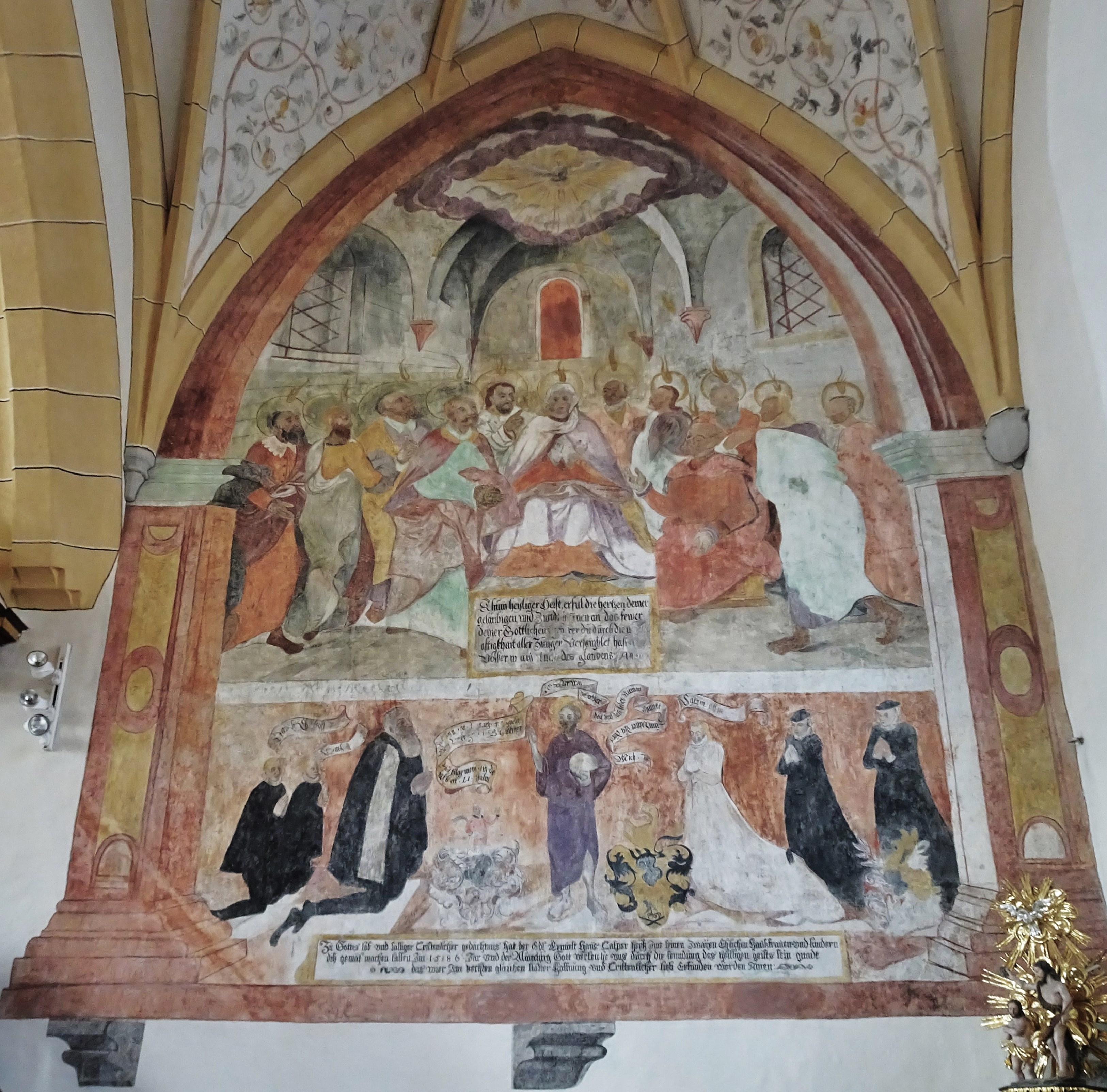
Wandgemälde „Herabkunft des Hl. Geistes“
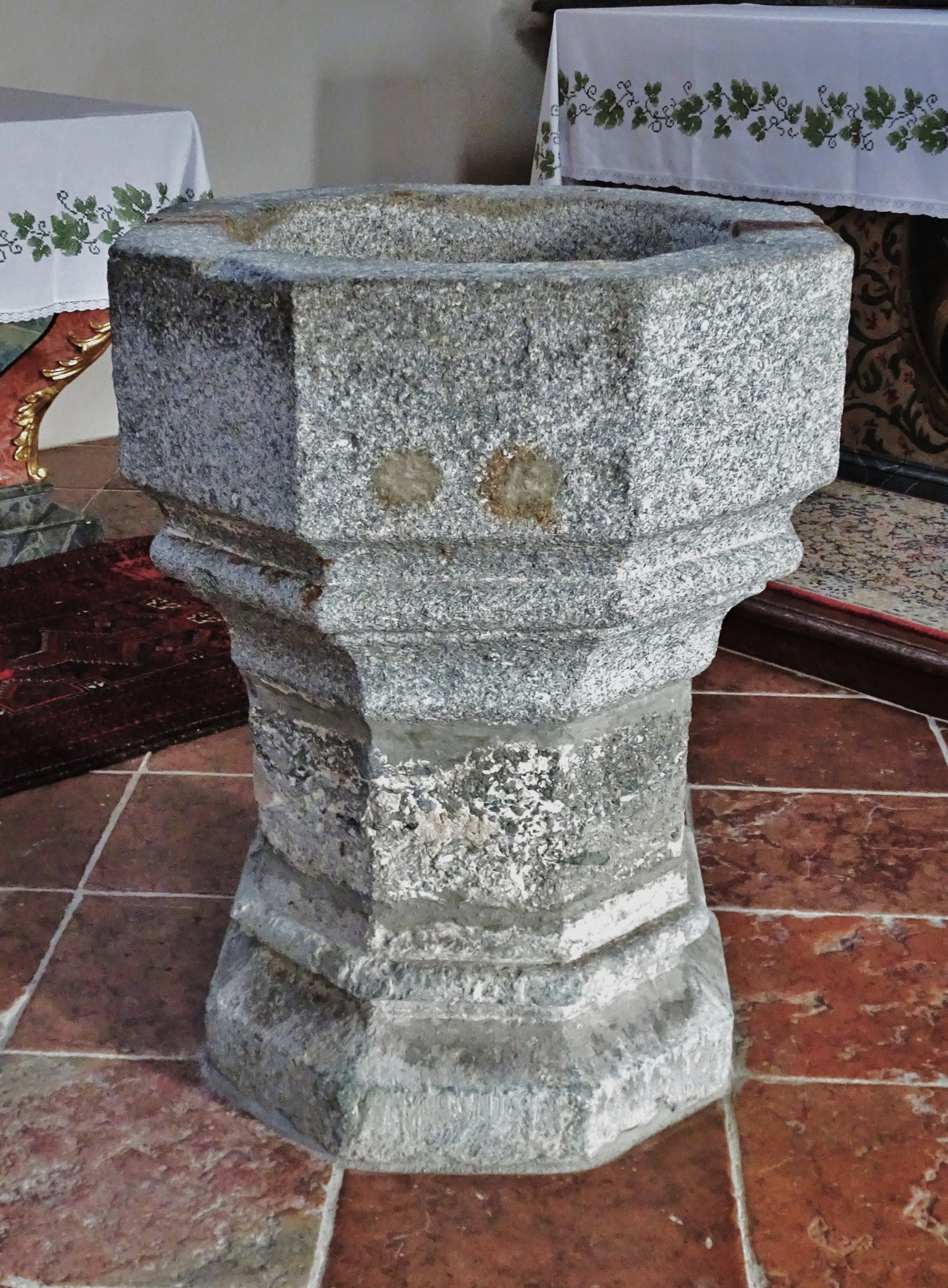
Gotischer Taufstein
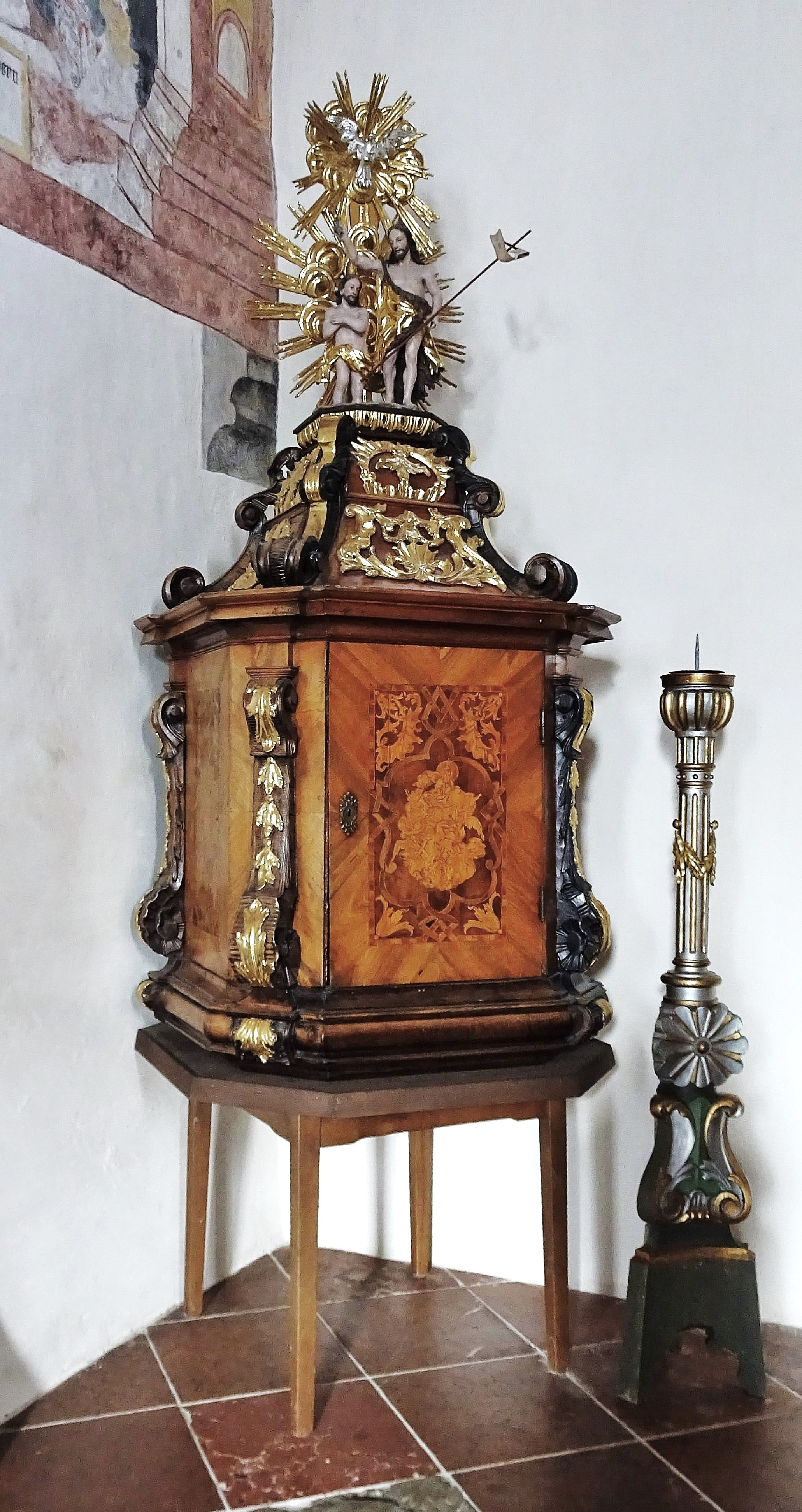
Barocker Aufsatz für den Taufstein

### Langhaus
Der linke Seitenaltar entstand um 1700 und ist mit Bildern der Heiligen Florian und Barbara geschmückt. Im Aufsatz steht die Figur des heiligen Antonius von Padua.
Das Bild des rechten Seitenaltars wurde 1702 gemalt und stellt die Ölbergszene sowie das Wappen der Stifterfamilie Stampfer dar. Das Aufsatzbild zeigt die drei heiligen Bischöfe Erhard, Martin und Ulrich. Am Altartisch steht eine Muttergottesstatue mit Kind aus der zweiten Hälfte des 18. Jahrhunderts.
Die Kanzel ist am Kanzelfuß mit 1711 bezeichnet. Am Kanzelkorb sind die Bilder der vier Evangelisten sowie Paulus in Blattornamentrahmung zu sehen. Am Schalldeckel steht die Figur des guten Hirten.
Über dem Südportal befinden sich die Konsolfiguren der Heiligen Florian und Oswald aus dem 18. Jahrhundert. Die Kreuzwegbilder stammen aus der zweiten Hälfte des 18. Jahrhunderts.
Das Kirchengestühl wurden 1960/61 erneuert. Ihre Profile, Häupter und Wangen stammen aus dem Jahre 1721 wurden dabei wieder verwendet. Es sind Einlegearbeiten aus Pappel-, Nuss-, Ahorn- und Zwetschgenholz.
Unter dem Weltgerichtsfresko ist die Grabplatte des 1464 gestorbenen, salzburgischen Pflegers Conrad von Groppenstein zu finden.

### Orgelempore

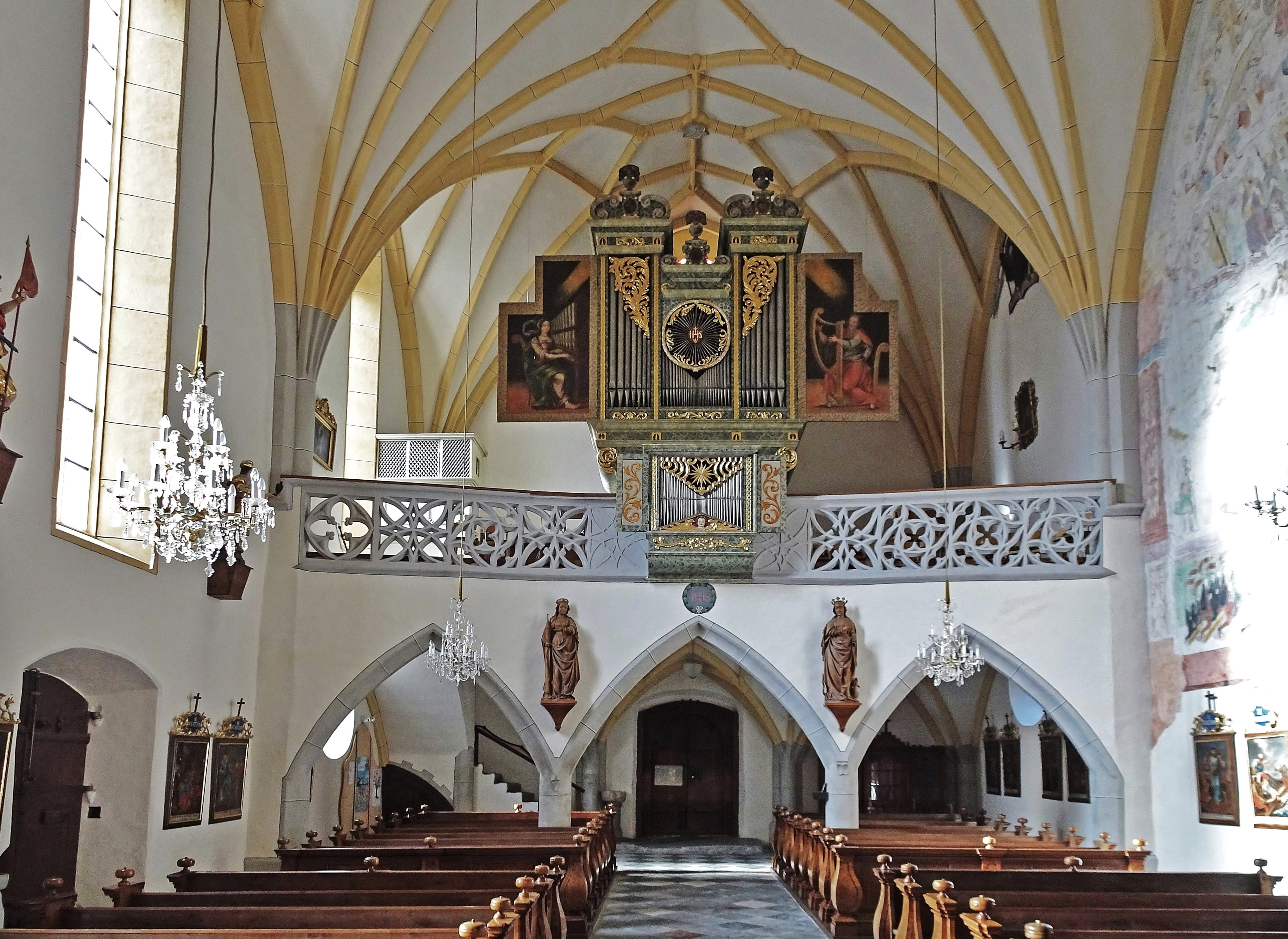
Die Orgelempore

Die Orgel hat ein mechanisches Werk aus der Passauer Orgelbauschule aus dem 17. Jahrhundert. Die insgesamt 1238 Pfeifen stammen zum Teil noch aus dem 16. Jahrhundert. Der Orgelkasten wurde um 1700 gefertigt. Die Flügel der Orgel sind innen mit der heiligen Cäcilia und dem König David bemalt. Auf den Flügelaußenseiten ist die Verkündigungsszene dargestellt. Der auf Holz gemalte Doppeladler an der Nordwand der Orgelempore ist mit 1765 datiert.
An der Empore sind zwei um 1520 aus Kirschholz geschnitzte, ungefasste Statuen der Heiligen Barbara und Margareta angebracht.
Die um 1515 gefertigten Betstühle auf der Orgelempore sind mit Ornamentik an den Wangen und am oberen Rand ausgestattet und haben die Inschrift: “Tempora mutantur, homines deteriorantur. Qui veritatem dicit, caput fratem hebebit. Audi, vide, tace, si vis vivere in pace”.
Die Disposition der Franz-Köck-Orgel von 1703 lautet heute:
| I Hauptwerk C–c3 |             |       |
| 1.               | Quintatön   | 16′   |
| 2.               | Principal   | 8′    |
| 3.               | Copel       | 8′    |
| 4.               | Salicet     | 8′    |
| 5.               | Oktave      | 4′    |
| 6.               | Spitzflöte  | 4′    |
| 7.               | Quinte      | 2 ⁄3′ |
| 8.               | Superoktave | 2′    |
| 9.               | Quinte      | 1 ⁄3′ |
| 10.              | Oktave      | 1′    |
| 11.              | Mixtur III  |       |
| 12.              | Trompete    | 8′    |

| III Rückpositiv C–c3 |            |       |
| 13.                  | Gedeckt    | 8′    |
| 14.                  | Rohrflöte  | 4′    |
| 15.                  | Prinzipal  | 2′    |
| 16.                  | Quinte     | 1 ⁄3′ |
| 17.                  | Zimbel III |       |
| 18.                  | Regal      | 8′    |

| Pedal C–d1 |             |     |
| 19.        | Subbass     | 16′ |
| 20.        | Oktavbass   | 8′  |
| 21.        | Gedecktbass | 8′  |
| 22.        | Choralbass  | 4′  |
| 23.        | Posaune     | 16′ |

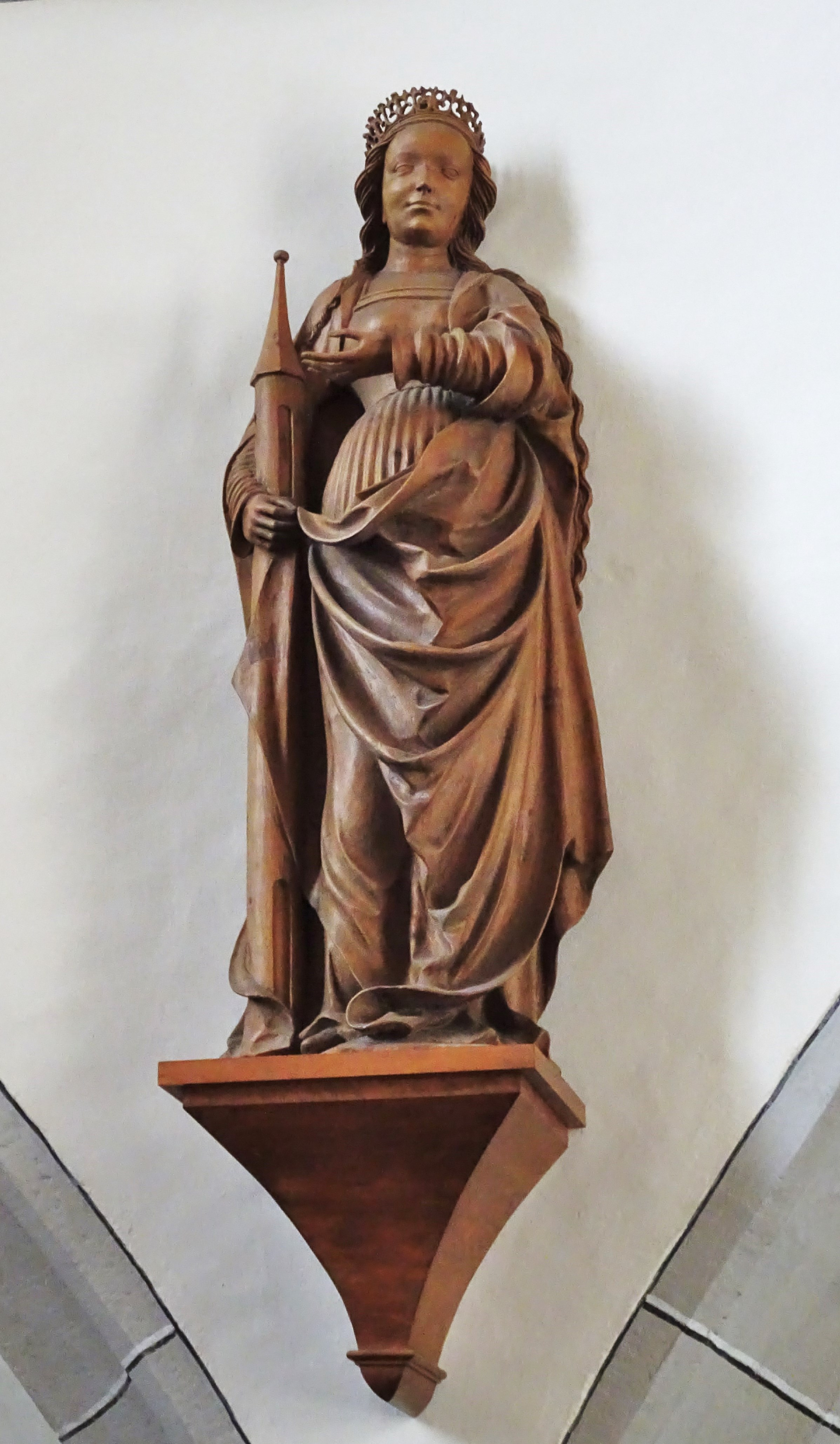
Holzskulptur der hl. Barbara

## Friedhof
Der Friedhof ist von der ehemaligen Wehrmauer vom Ende des 15. Jahrhunderts umgeben. In ihr sind die Löcher für die Balken des Wehrgangs erhalten. An der Südostecke steht ein Rundturm. In der unteren Zone der Mauer wurden große, unregelmäßig angeordnete Grabnischen und neuere Grabädikulen eingefügt. Die Figur am Grabdenkmal von Carl Gussenbauer wurde von Josef Kassin geschaffen. In der Südwand befindet sich eine spätbarocke Ädikula mit einer dreifigurigen, geschnitzten Kreuzigungsgruppe aus dem 18. Jahrhundert.
An der Außenmauer der Kirche befinden sich weitere bemerkenswerte Grabdenkmäler. An der Südkapelle sind die Grabsteine von Anna Sophia Marcherin (1757), Wolfgang Hilprantt (1541), Theresia Praskowitz (1798) und eine Wappengrabplatte von 1540 angebracht. An der Südwand des Langhauses finden sich die Grabplatte des Gewerken Gallus Schlaminger mit einem Bergmann im Wappen (1540), die Grabplatten von Xaveria Staudacher (1790), Balthasar von Kienburg (1465), Maria Anna Millegger (1797), Vieth Christ (173?) sowie Grabsteine aus der Biedermeierzeit. Unter dem Christophorus Fresko befindet sich das Grab des 1953 gestorbenen Leopold Wenger.